# Inertanza
L'inertanza è una misura dell'attitudine di una struttura a mettersi in vibrazione a seguito dell'applicazione di una forza. L'inertanza di un punto di una struttura è il rapporto tra l'accelerazione risultante di quel punto e la forza ad esso applicata, per cui si ha:
{\displaystyle \mathbf {a} (\omega )=\mathbf {I} (\omega )\mathbf {f} (\omega )}
dove:
- {\displaystyle \mathbf {a} } è l'accelerazione
- {\displaystyle \mathbf {I} } è l'inertanza
- {\displaystyle \mathbf {f} } è la forza applicata
- {\displaystyle \omega } è la pulsazione.

L'inertanza è funzione della frequenza di applicazione della forza e assume il valore massimo in corrispondenza della frequenza di risonanza, in quanto a tale frequenza l'accelerazione che il sistema subisce, a parità di forza di eccitazione, è maggiore.
Per alcuni componenti meccanici, l'inertanza {\displaystyle \mathbf {I} (\omega )} è definita considerando l'accelerazione relativa {\displaystyle \mathbf {a} (\omega )} tra due terminali dello stesso componente. Per esempio, questo è il caso degli inertizzatori impiegati per ridurre le vibrazioni e noti anche nell'ambito della Formula 1 con il nome di J-damper.
L'inertanza è una delle funzioni di trasferimento utilizzate nell'ambito dell'acustica e nello studio delle vibrazioni per caratterizzare la risposta in frequenza di una struttura; si misura applicando accelerometri in corrispondenza dei punti da misurare ed eccitando (cioè mettendo in vibrazione) la struttura mediante "shaker" elettromeccanici o martelletti strumentati. 